# Kiválasztási axióma
A halmazelméletben a kiválasztási axióma biztosítja az úgynevezett kiválasztási függvények létezését. Kiválasztási függvény alatt olyan leképezést értünk, amelynek az értelmezési tartománya tetszőleges nemüres halmazokból áll és minden egyes nemüres halmazhoz hozzárendel egy elemet az adott halmazból, azaz minden halmazból kiválaszt egy elemet. A kiválasztási függvény értékkészlete tehát a részhalmaza az értelmezési tartományban lévő halmazok egyesítési halmazának. A naiv halmazelméletben feltételezzük, hogy minden esetben létezik kiválasztási függvény, az axiomatikus halmazelméletben ezt a feltételezést a kiválasztási axióma elfogadása helyettesíti.

## Az axióma megfogalmazása
Ha {\displaystyle \{A_{i}:i\in I\}} nemüres halmazok családja (I itt tetszőleges indexhalmaz), akkor van olyan f függvény, amelynek értelmezési tartománya I
és {\displaystyle f(i)\in A_{i}} teljesül minden {\displaystyle i\in I}-re (kiválasztási függvény). Másképp fogalmazva,
azaz nemüres halmazok tetszőleges nemüres rendszerének direkt szorzata nem üres.

## Ekvivalens állítások
- jólrendezési tétel[1]
- Minden végtelen számosság alef.
- A számosságösszehasonlítás trichotómiája: ha A és B halmazok A számossága a, B számossága b, akkor a<b, b<a vagy a=b.
- Zorn-lemma[1]
- Teichmüller–Tukey-lemma[1]
- Birkhoff-tétel[1]
- A számosságaritmetika alaptétele: Ha a végtelen számosság, akkor a2=a.
- Tyihonov-féle szorzattétel: kompakt topologikus terek szorzata kompakt.
- Minden vektortérnek létezik bázisa.

## Gyengébb formái
Sokszor fontos szerepet játszanak a kiválasztási axióma egyes speciális esetei. Ilyen például a megszámlálható választás axiómája (azaz, hogy van kiválasztási függvény, ha megszámlálható sok nemüres halmazról van szó) és a függő választás axiómája (DC).

## Következményei (amelyek nem ekvivalensek vele)
- Van nem mérhető halmaz.
- A térbeli (tömör) egységgömb végesen átdarabolható kettőbe (Banach–Tarski-paradoxon)
- A síkbeli egységnégyzet alakú lemez végesen átdarabolható egy egység területű körlemezbe (Laczkovich-tétel).

## A kiválasztási axióma tagadásával konzisztens kijelentések
Az alábbi állítások mindegyike (külön-külön) a kiválasztási axióma (AC) tagadásával (¬AC) együtt ellentmondásmentes rendszert alkot, feltéve, hogy maga ZF ellentmondásmentes. Ez azt jelenti, hogy ha a ZFC-ben AC helyett ¬AC-t vesszük fel axiómaként (azaz áttérünk a ZF+¬AC rendszerre), akkor nem kizárt (nem lehetetlen), hogy az alábbi kijelentések levezethetők ebben a rendszerben:
- Van olyan A halmaz, ami nem véges, de nincs a természetes számok N halmazának A-ba injekciója.
- Van kételemű halmazoknak olyan {\displaystyle \{A_{n}:n<\omega \}} rendszere, aminek nincs kiválasztási függvénye.
- Nincs nemtriviális, nemfő ultraszűrő a természetes számok halmazán.
- {\displaystyle \omega _{1}} szinguláris.
- {\displaystyle \omega _{1}} mérhető.
- Minden valós számokból álló halmaz Lebesgue-mérhető.
- A valós számok halmaza megszámlálható sok, megszámlálható halmaz egyesítése.